# Чилибиу (Јаши)
Чилибиу (рум. Cilibiu) насеље је у Румунији у округу Јаши у општини Голајешти. Oпштина се налази на надморској висини од 37 m.

## Становништво
Према подацима из 2002. године у насељу је живело 504 становника, од којих су сви румунске националности.